# Helena Zimáková
Helena Zimáková, též Helena Zimáková-Zemanová, rozená Zemanová (23. května 1913 Jihlava – ???), byla česká a československá poválečná politička Komunistické strany Československa a poslankyně Prozatímního a Ústavodárného Národního shromáždění a Národního shromáždění ČSR.

## Biografie
Pocházela z dělnické rodiny z Jihlavy. Její otec byl kožešnickým dělníkem.
Od dívčích let se angažovala v dělnickém hnutí a komunistické straně. Za druhé světové války byla vězněna.
Po roce 1945 patřila mezi její přítelkyně herečka jihlavského divadla a pozdější celostátně známá filmová herečka Věra Tichánková (znaly se spolu již z válečného vězení) . Tichánková na ni na sklonku života vzpomínala se slovy: „Byla to poslankyně za KSČ, naivně dobrosrdečná, věřila tomu, co strana předkládala.“
V letech 1945–1946 byla poslankyní Prozatímního Národního shromáždění za KSČ. V parlamentu setrvala až do parlamentních voleb v roce 1946, pak se stala poslankyní Ústavodárného Národního shromáždění za KSČ. Znovu se členem parlamentu za KSČ stala ve volbách do Národního shromáždění roku 1948. Zvolena byla za volební kraj Jihlava a v parlamentu setrvala do konce volebního období v roce 1954.
IX. sjezd KSČ ji zvolil náhradnicí Ústředního výboru Komunistické strany Československa. V roce 1946 je profesně uváděna jako úřednice. Během únorového převratu v roce 1948 byla členkou krajského Akčního výboru Národní fronty na Jihlavsku. V roce 1951 působila jako předsedkyně JNV v Jihlavě. Funkci zastávala v období let 1949–1952. Odstoupila v roce 1952 pro vytíženost ve stranických orgánech a v Národním shromáždění.